# كافوي أدجمابو جونسون
بريدجيت كافوي أدجمابو جونسون (بالفرنسية: Kafui Adjamagbo-Johnson)‏ (من مواليد 26 ديسمبر 1958) هي ناشطة سياسية من توغو، ومحامية وناشطة في مجال حقوق الإنسان، وأول امرأة تترشح للانتخابات الرئاسية في بلدها.

## حياتها المبكرة
وُلدت أدجاماجو جونسون في 26 ديسمبر 1958 في باسار، توغو، وهي ابنة القابلة كورنلي، والطبيب بول أدجاماجبو.

## تعليمها
حصلت أدجماجبو جوتسون على درجة الماجستير في القانون في عام 1983 من جامعة لومي، تلتها دبلومة في القانون الخاص من جامعة باريس 5 - ديكارت، ثم دبلومة ثانية في القانون الخاص والقانون المُقارن، وحقوق الأفارقة ودكتوراه في عام 1986 في جامعة باريس 1 - بانتيون سوربون.
عملت أدجماجبو لاحقًا كمُحاضرة في جامعة لومي.

## حياتها المهنية
كانت أدجاماجبو - جونسون أحد الأعضاء المؤسسين للاتفاقية الديمقراطية الشعبية في أفريقيا (CDPA)، وكانت المقرر العام لمؤتمرها الوطني لعام 1991. شغلت جونسون عدة مناصب رفيعة في الحكومة، وترقت لتكون وزيرة، وأصبحت معروفة بـ «الصراحة والالتزام السياسي»، وأُطلق عليها لقب «السيدة الحديدية».
أصبحت أدجاماجبو - جونسون منذ نيسان / أبريل 1997، هي المنسق للمكتب الإقليمي الفرعي لغرب أفريقيا التابع لـ WiLDAF (مكتب القانون والتنمية في أفريقيا).
أصبحت أدجاماجبو - جونسون في عام 2010، رئيس الحزب الديمقراطي المعارض لحزب الشعوب الأفريقية، وأول امرأة تترشح في الانتخابات الرئاسية في بلدها. ومع ذلك، انسحبت أدجاماجبو - جونسون في شباط / فبراير 2010، هي واثنين من مرشحي المعارضة الرئيسيين الآخرين في الانتخابات الرئاسية احتجاجًا على اعتقادهم بتزوير نتيجة الانتخابات.
كتبت أداجامباجو-جونسون في المنتدى النسوي الأفريقي تقول: «بدأتُ رحلتي مع الحركة النسوية في وقت مبكر من الحياة، حيث زاد وعيي بعدم المساواة واضطهاد المرأة في بيئتي العائلية وجوارى والمجتمع بشكل عام».